# Украјина на Европском првенству у атлетици на отвореном 2016.
Украјина је учествовала на 23. Европском првенству у атлетици на отвореном 2016. одржаном у Амстердаму од 6. до 10. августа. Ово је било осмо европско првенство у атлетици на отвореном од 1994. године од када Украјина учествује самостално под овим именом. Репрезентацију Украјине представљало је 81 спортиста (39 мушкараца и 42 жене) који су се такмичили у 40 дисциплина (19 мушких и 21 женска).
На овом првенству Украјина је делила је 17. место по броју освојених медаља са 1 медаљом и то златном. Поред освојених медаља остварени су и следећи резултати: 10 личних рекорда и остварено је 2 набоља национална резултата сезоне и 11 најбоља лична резултата сезоне. У табели успешности према броју и пласману такмичара који су учествовали у финалним такмичењима (првих 8 такмичара) Украјина је са 14 учесника у финалу заузела 9. место са 52 бода.
| Плас. | Земља    | 1. место | 2. место | 3. место | 4. место | 5. место | 6. место | 7. место | 8. место | Бр. финал. - Бод. |
| ----- | -------- | -------- | -------- | -------- | -------- | -------- | -------- | -------- | -------- | ----------------- |
| 9.    | Украјина | 1 - 8    | –        | -        | 4 - 20   | 2 – 8    | 5 – 15   | –        | 2 - 2    | 14 - 52           |

## Учесници
| Мушкарци: - Владимир Супрун — 100 м, 4 x 100 м - Емил Ибрахимов — 100 м, 4 x 100 м - Виталиј Корж — 100 м, 200 м, 4 x 100 м - Сергеј Смелик — 200 м - Игор Бодров — 200 м - Виталиј Бутрим — 400 м, 4 x 400 м - Јевхен Хутсол — 400 м, 4 x 400 м - Данило Даниленко — 400 м - Володимир Куц — 1.500 м - Микола Нижник — 5.000 м - Дмитро Лашин — 10.000 м, Полумаратон - Ирор Рус — Полумаратон - Олександар Матвијчук — Полумаратон - Yuriy Rusyuk — Полумаратон - Роман Романенко — Полумаратон - Тарас Сало — Полумаратон - Сергеј Копанајко — 110 м препоне - Артем Шаматрин — 110 м препоне - Станислав Мељников — 400 м препоне - Денис Нечипоренко — 400 м препоне - Анатолиј Сињанскиј — 400 м препоне - Вадим Слободењук — 3.000 м препреке - Роман Кравцов — 4 x 100 м - Јевген Гуцол — 4 x 400 м - Володимир Бураков — 4 x 400 м - Андриј Проценко — Скок увис - Јуриј Кримаренко — Скок увис - Дмитро Јаковенко — Скок увис - Сергиј Никифоров — Скок удаљ - Тарас Неледва — Скок удаљ - Виктор Кузњецов — Скок удаљ - Андриј Станчев — Троскок - Микита Нестеренко — Бацање диска - Олексеј Семенов — Бацање диска - Андриј Мартињук — Бацање кладива - Сергиј Регеда — Бацање кладива - Дмитро Косињскиј — Бацање копља - Oleksandr Nychyporchuk — Бацање копља - Алексеј Касјанов — Десетобој | Жене - Олесја Повх — 100 м, 4 x 100 м - Наталија Погребњак — 100 м, 200 м, 4 x 100 м - Јелисавета Бризгина — 200 м, 4 x 100 м - Марија Рјемјењ — 200 м, 4 x 100 м - Олга Земљак — 400 м, 4 x 400 м - Олга Бибик — 400 м, 4 x 400 м - Јулија Олишевска — 400 м - Наталија Лупу — 800 м - Анастасија Ткачук — 800 м - Наталија Пришчепа — 800 м, 1.500 м - Олга Скрипак — 10.000 м, Полумаратон - Софија Јаремчук — Полумаратон - Дарја Микхаилова — Полумаратон - Катерина Кармањенко — Полумаратон - Свитлана Станко-Клименко — Полумаратон - Хана Плотицина — 100 м препоне - Олена Јановска — 100 м препоне - Ана Титимец — 400 м препоне, 4 x 400 м - Викторија Ткачук — 400 м препоне - Олена Колесниченко — 400 м препоне - Марија Шаталова — 3.000 м препреке - Татјана Мељник — 4 x 400 м - Оксана Окунева — Скок увис - Јулија Левченко — Скок увис - Ирина Герашченко — Скок увис - Марина Килипко — Скок мотком - Марина Бек — Скок удаљ - Ана Корнута — Скок удаљ - Ана Луниова — Скок удаљ - Руслана Цихотска — Троскок - Олга Саладуха — Троскок - Галина Облешчук — Бацање кугле - Олга Голодна — Бацање кугле - Светлана Марусенко — Бацање кугле - Наталија Семенова — Бацање диска - Олга Абрамчук — Бацање диска - Ирина Новожилова — Бацање кладива - Al'ona Shamotina — Бацање кладива - Хана Хацко Федусова — Бацање копља - Катерина Дерун — Бацање копља - Тетјана Фетискина — Бацање копља - Хана Касјанова — Седмобој |  |

## Освајачи медаља (1)

### Злато (1)
- Наталија Пришчепа — 800 м

## Резултати

### Мушкарци
| Атлетичар              | Дисциплина       | Лични рекорд | Квалификације      | Квалификације      | Полуфинале            | Полуфинале            | Финале                | Финале               | Детаљи |
| Атлетичар              | Дисциплина       | Лични рекорд | Резултат           | Место              | Резултат              | Место                 | Резултат              | Место                | Детаљи |
| ---------------------- | ---------------- | ------------ | ------------------ | ------------------ | --------------------- | --------------------- | --------------------- | -------------------- | ------ |
| Владимир Супрун        | 100 м            | 10,30        | 10,58              | 6. у гр. 2         | Нису се квалификовали | Нису се квалификовали | Нису се квалификовали | 33 / 34 (37)         |        |
| Емил Ибрахимов         | 100 м            | 10,30        | 10,38              | 6. у гр. 4         | Нису се квалификовали | Нису се квалификовали | Нису се квалификовали | 34 / 34 (37)         |        |
| Виталиј Корж           | 100 м            | 10,33        | Није завршио трку  | Није завршио трку  | Није се квалификовао  | Није се квалификовао  | Није се квалификовао  | Није се квалификовао |        |
| Виталиј Корж           | 200 м            | 20,65        | 21,49              | 6. у гр. 2         | Нису се квалификовали | Нису се квалификовали | Нису се квалификовали | 32 / 35              |        |
| Игор Бодров            | 200 м            | 20,49        | 21,13              | 5. у гр. 3         | Нису се квалификовали | Нису се квалификовали | Нису се квалификовали | 26 / 35              |        |
| Сергиј Смелик          | 200 м            | 20,30        |                    |                    | 20,76                 | 2. у гр. 1            | Није се квалификовао  | 11 / 35              |        |
| Виталиј Бутрим         | 400 м            | 45,01 НР     | 46,77 КВ           | 4. у гр. 1         | 46,07                 | 6. у гр. 1            | Није се квалификовао  | 16 / 32              |        |
| Јевхен Хутсол          | 400 м            | 45,92        | 47,35              | 5. у гр. 2         | Нису се квалификовали | Нису се квалификовали | Нису се квалификовали | 26 / 32              | \|     |
| Данило Даниленко       | 400 м            | 46,53        | 47,49              | 7. у гр. 3         | Нису се квалификовали | Нису се квалификовали | Нису се квалификовали | 28 / 32              | \|     |
| Роман Јарко            | 800 м            | 1:46,80      | 1:49,64            | 6. у гр. 1         | Нису се квалификовали | Нису се квалификовали | Нису се квалификовали | 20 / 29 (30)         |        |
| Володимир Куц          | 1.500 м          | 3:38,61      | 3:43,58            | 9. у гр. 3         |                       |                       | Није се квалификовао  | 22 / 35 (37)         |        |
| Микола Нижник          | 5.000 м          | 13:35,39     |                    |                    |                       |                       | 14:28,24              | 19 / 19 (20)         |        |
| Дмитро Лашин           | 10.000 м         | 28:37,11     | 28:27,90 ЛР        | 4 / 19 (20)        |                       |                       |                       |                      |        |
| Дмитро Лашин           | Полумаратон      | 1:02:52      | 1:04:11            | 11 / 84 (92)       |                       |                       |                       |                      |        |
| Ирор Рус               | Полумаратон      | 1:04:35      | 1:06:45            | 40 / 84 (92)       |                       |                       |                       |                      |        |
| Олександар Матвијчук   | Полумаратон      | 1:03:51      | 1:06:53            | 41 / 84 (92)       |                       |                       |                       |                      |        |
| Yuriy Rusyuk           | Полумаратон      | 1:04:12      | 1:07:38            | 54 / 84 (92)       |                       |                       |                       |                      |        |
| Роман Романенко        | Полумаратон      | 1:04:31      | 1:08:14            | 62 / 84 (92)       |                       |                       |                       |                      |        |
| Тарас Сало             | Полумаратон      | 1:04:42      | 1:11:24            | 81 / 84 (92)       |                       |                       |                       |                      |        |
| Сергеј Копанајко       | 110 м препоне    | 13,77        | 13,75 кв, ЛР       | 6. у гр. 1         | 13,97                 | 5. у гр. 3            | Није се квалификовао  | 24 / 32              |        |
| Артем Шаматрин         | 110 м препоне    | 13,81        | 14,47              | 5. у гр. 4         | Није се квалификовао  | Није се квалификовао  | Није се квалификовао  | 32 / 32              |        |
| Станислав Мељников     | 400 м препоне    | 49,09        | 50,57 кв, ЛРС      | 3. у гр. 4         | 51,06                 | 7. у гр. 2            | Није се квалификовао  | 23 / 39 (40)         |        |
| Денис Нечипоренко      | 400 м препоне    | 50,08        | 51,53              | 6. у гр. 1         | Није се квалификовао  | Није се квалификовао  | Није се квалификовао  | 31 / 39 (40)         |        |
| Анатолиј Сињанскиј     | 400 м препоне    | 50,34        | Нису завршили трку | Нису завршили трку | Није се квалификовао  | Није се квалификовао  | Није се квалификовао  | Није се квалификовао |        |
| Вадим Слободењук       | 3.000 м препреке | 8:21,19      | Нису завршили трку | Нису завршили трку |                       |                       | Није се квалификовао  | Није се квалификовао |        |
| Роман Кравцов          | 4 х 100 м        | 38,53 НР     | 39,12 кв           | 4. у гр. 1         | 39,46                 | 6 / 16                |                       |                      |        |
| Володимир Супрун       | 4 х 100 м        | 38,53 НР     | 39,12 кв           | 4. у гр. 1         | 39,46                 | 6 / 16                |                       |                      |        |
| Игор Бодров            | 4 х 100 м        | 38,53 НР     | 39,12 кв           | 4. у гр. 1         | 39,46                 | 6 / 16                |                       |                      |        |
| Виталиј Корж           | 4 х 100 м        | 38,53 НР     | 39,12 кв           | 4. у гр. 1         | 39,46                 | 6 / 16                |                       |                      |        |
| Данило Даниенко        | 4 х 400 м        | 3:02,35 НР   | 3:03,93 КВ         | 1. у гр. 2         | 3:04,45               | 6 / 16                |                       |                      |        |
| Јевхен Хутсол          | 4 х 400 м        | 3:02,35 НР   | 3:03,93 КВ         | 1. у гр. 2         | 3:04,45               | 6 / 16                |                       |                      |        |
| Володимир Бураков      | 4 х 400 м        | 3:02,35 НР   | 3:03,93 КВ         | 1. у гр. 2         | 3:04,45               | 6 / 16                |                       |                      |        |
| Виталиј Бутрим         | 4 х 400 м        | 3:02,35 НР   | 3:03,93 КВ         | 1. у гр. 2         | 3:04,45               | 6 / 16                |                       |                      |        |
| Андриј Проценко        | Скок увис        | 2,40         | 2,25 КВ            | 3. у гр. Б         | 2,35                  |                       |                       |                      |        |
| Јуриј Кримаренко       | Скок увис        | 2,34         | 2,23               | 11. у гр. А        | Нису се квалификовали | 18 / 23               |                       |                      |        |
| Дмитро Јаковенко       | Скок увис        | 2,30         | 2,19               | 9. у гр. Б         | Нису се квалификовали | 21 / 23               |                       |                      |        |
| Тарас Неледва          | Скок удаљ        | 8,07         | 7,67               | 10. у гр. А        | Нису се квалификовали | 17 / 24 (25)          |                       |                      |        |
| Сергиј Никифоров       | Скок удаљ        | 8,11         | 7,59               | 9. у гр. Б         | Нису се квалификовали | 21 / 24 (25)          |                       |                      |        |
| Виктор Кузњецов        | Скок удаљ        | 8,10         | 7,55               | 10. у гр. Б        | Нису се квалификовали | 22 / 24 (25)          |                       |                      |        |
| Андриј Станчев         | Троскок          | 16,60        | 16,22              | 10. у гр. А        | Нису се квалификовали | 19 / 27               |                       |                      |        |
| Микита Нестеренко      | Бацање диска     | 66,23        | 61,35              | 11. у гр. Б        | Нису се квалификовали | 20 / 27 (30)          |                       |                      |        |
| Олексеј Семенов        | Бацање диска     | 65,96        | 57,94              | 14. у гр. А        | Нису се квалификовали | 27 / 27 (30)          |                       |                      |        |
| Андриј Мартињук        | Бацање кладива   | 77,70        | 72,37              | 5. у гр. А         | Нису се квалификовали | 13 / 28               |                       |                      |        |
| Сергиј Регеда          | Бацање кладива   | 73,58        | 66,72              | 14. у гр. Б        | Нису се квалификовали | 26 / 28               |                       |                      |        |
| Дмитро Косињскиј       | Бацање копља     | 83,39        | 79,21              | 10. у гр. А        | Нису се квалификовали | 18 / 30 (32)          |                       |                      |        |
| Oleksandr Nychyporchuk | Бацање копља     | 81,80        | 73,31              | 15. у гр. Б        | Нису се квалификовали | 29 / 30 (32)          |                       |                      |        |

#### Десетобој
| Дисциплина    | style="text-align:left" \| Алексеј Касјанов | style="text-align:left" \| Алексеј Касјанов | style="text-align:left" \| Алексеј Касјанов | style="text-align:left" \| Алексеј Касјанов | style="text-align:left" \| Алексеј Касјанов | style="text-align:left" \| Алексеј Касјанов |
| Дисциплина    | Лич. рек.                                   | Резултат                                    | Бод.                                        | Плас.                                       | Укупно                                      | Плас.                                       |
| ------------- | ------------------------------------------- | ------------------------------------------- | ------------------------------------------- | ------------------------------------------- | ------------------------------------------- | ------------------------------------------- |
| 100 м         | 10,50                                       | 10,79                                       | 980                                         | 1.                                          |                                             |                                             |
| Скок удаљ     | 7,97                                        | 7,43                                        | 918                                         | 6.                                          | 1.826                                       | 2.                                          |
| Бацање кугле  | 15,72                                       | 14,51                                       | 760                                         | 9.                                          | 2.586                                       | 2.                                          |
| Скок увис     | 2,05                                        | 1,98                                        | 785                                         | 11.                                         | 3.371                                       | 1.                                          |
| 400 м         | 47,46                                       | 48,97                                       | 863                                         | 1.                                          | 4.234                                       | 1.                                          |
| 110 м препоне | 13,92                                       | 13,93 РЕПд                                  | 984                                         | 1.                                          | 5.218                                       | 1.                                          |
| Бацање диска  | 51,95                                       | 42,46                                       | 715                                         | 11.                                         | 5.933                                       | 1.                                          |
| Скок мотком   | 4,82                                        | 4,80 =ЛРС                                   | 790                                         | 7.                                          | 6.782                                       | 2.                                          |
| Бацање копља  | 55,84                                       | 48,23                                       | 562                                         | 20.                                         | 7.344                                       | 4.                                          |
| 1500 м        | 4:22,27                                     | 4:32,56                                     | 728                                         | 10.                                         |                                             |                                             |
| Десетобој     | 8.479                                       |                                             |                                             |                                             | 8.072                                       | 4 / 19 (28)                                 |

### Жене
| Атлетичарка              | Дисциплина       | Лични рекорд | Квалификације      | Квалификације      | Полуфинале            | Полуфинале            | Финале                | Финале                | Детаљи |
| Атлетичарка              | Дисциплина       | Лични рекорд | Резултат           | Место              | Резултат              | Место                 | Резултат              | Место                 | Детаљи |
| ------------------------ | ---------------- | ------------ | ------------------ | ------------------ | --------------------- | --------------------- | --------------------- | --------------------- | ------ |
| Олесја Повх              | 100 м            | 11,08        | 11,37 КВ           | 1. у гр. 2         | 11,35                 | 6. у гр. 3            | Није се квалификовала | 9 / 31                |        |
| Наталија Погребњак       | 100 м            | 11,09        |                    |                    | 11,27 кв              | 3. у гр. 2            | 11,28                 | 5 / 31                |        |
| Наталија Погребњак       | 200 м            | 22,75        | 22,98 КВ           | 2. у гр. 3         | 22,84                 | 9 / 36                |                       |                       |        |
| Јелисавета Бризгина      | 200 м            | 22,44        | 23,37 КВ           | 3. у гр. 2         | 23,64                 | 7. у гр. 2            | Није се квалификовала | 22 / 36               |        |
| Марија Рјемјењ           | 200 м            | 22,58        | 23,67              | 3. у гр. 2         | Није се квалификовала | Није се квалификовала | Није се квалификовала | 19 / 36               |        |
| Олга Земљак              | 400 м            | 51,00        |                    |                    | 52,58                 | 5. у гр. 2            | Нису се квалификовале | 14 / 30 (31)          |        |
| Олга Бибик               | 400 м            | 51,69        | 53,02              | 6. у гр. 1         | 19 / 30 (31)          |                       | Нису се квалификовале |                       |        |
| Јулија Олишевска         | 400 м            | 51,68        | 52,54              | 5. у гр. 3         | 13 / 30 (31)          |                       | Нису се квалификовале |                       |        |
| Наталија Пришчепа        | 800 м            | 1:59,08      | 2:02,57 КВ         | 1. у гр. 3         | 2:01,75 КВ            | 1. у гр. 3            | 1:59,70               |                       |        |
| Анастасија Ткачук        | 800 м            | 2:00,37      | 2:00,21 КВ         | 3. у гр. 5         | 2:01,91               | 7. у гр. 2            | Нису се квалификовале | 12 / 32               |        |
| Наталија Лупу            | 800 м            | 1:58,46      | 2:04,57 КВ         | 2. у гр. 4         | 2:01,74               | 3. у гр. 1            | Нису се квалификовале | 11 / 32               |        |
| Наталија Пришчепа        | 1.500 м          | 4:06,29      | Није завршила трку | Није завршила трку |                       |                       | Није се квалификовала | Није се квалификовала |        |
| Олга Скрипак             | 10.000 м         | 31:51,32     |                    |                    |                       |                       | 33:36,79 ЛРС          | 14 / 16 (18)          |        |
| Олга Скрипак             | Полумаратон      | 1:13:09      | 1:13:14            | 21 / 81 (90)       |                       |                       |                       |                       |        |
| Софија Јаремчук          | Полумаратон      | 1:15:02      | 1:16:30 ЛРС        | 50 / 81 (90)       |                       |                       |                       |                       |        |
| Дарја Микхаилова         | Полумаратон      | 1:15:59      | 1:17:06            | 54 / 81 (90)       |                       |                       |                       |                       |        |
| Катерина Кармањенко      | Полумаратон      | 1:16:09      | 1:17:28 ЛРС        | 61 / 81 (90)       |                       |                       |                       |                       |        |
| Свитлана Станко-Клименко | Полумаратон      | 1:12:09      | 1:18:18            | 72 / 81 (90)       |                       |                       |                       |                       |        |
| Хана Плотицина           | 100 м препоне    | 12,93        | 13,23 кв           | 3. у гр. 3         | 13,02 ЛРС             | 6. у гр. 1            | Није се квалификовала | 11 / 36 (38)          |        |
| Олена Јановска           | 100 м препоне    | 13,00        | 13,23              | 5. у гр. 2         | Није се квалификовала | Није се квалификовала | Није се квалификовала | 24 / 36 (38)          |        |
| Викторија Ткачук         | 400 м препоне    | 55,32        |                    |                    | 56,17                 | 5. у гр. 2            | Нису се квалификовале | 9 / 35                |        |
| Хана Титимец             | 400 м препоне    | 54,56        | 56,18              | 4. у гр. 3         | 10 / 35               |                       | Нису се квалификовале |                       |        |
| Олена Колесниченко       | 400 м препоне    | 55,48        | 56,84              | 4. у гр. 1         | 14 / 35               |                       | Нису се квалификовале |                       |        |
| Марија Шаталова          | 3.000 м препреке | 9:36,87      | 9:41,65 КВ         | 4. у гр. 2         |                       |                       | 9:38,17 ЛРС           | 4 / 26 (27)           |        |
| Олесја Повх              | 4 х 100 м        | 42,04 НР     | 42,93 КВ, НРС      | 3. у гр. 1         | 42,87 НРС             | 4 / 16                |                       |                       |        |
| Наталија Погребњак       | 4 х 100 м        | 42,04 НР     | 42,93 КВ, НРС      | 3. у гр. 1         | 42,87 НРС             | 4 / 16                |                       |                       |        |
| Марија Рјемјењ           | 4 х 100 м        | 42,04 НР     | 42,93 КВ, НРС      | 3. у гр. 1         | 42,87 НРС             | 4 / 16                |                       |                       |        |
| Јелисавета Бризгина      | 4 х 100 м        | 42,04 НР     | 42,93 КВ, НРС      | 3. у гр. 1         | 42,87 НРС             | 4 / 16                |                       |                       |        |
| Јулија Олишевска         | 4 х 400 м        | 3:21,94 НР   | 3:27,75 КВ         | 1. у гр. 2         | 3:27,64 НРС           | 6 / 16                |                       |                       |        |
| Олга Бибик               | 4 х 400 м        | 3:21,94 НР   | 3:27,75 КВ         | 1. у гр. 2         | 3:27,64 НРС           | 6 / 16                |                       |                       |        |
| Татјана Мељник           | 4 х 400 м        | 3:21,94 НР   | 3:27,75 КВ         | 1. у гр. 2         | 3:27,64 НРС           | 6 / 16                |                       |                       |        |
| Олга Земљак              | 4 х 400 м        | 3:21,94 НР   | 3:27,75 КВ         | 1. у гр. 2         | 3:27,64 НРС           | 6 / 16                |                       |                       |        |
| Оксана Окуњева           | Скок увис        | 1,98         | 1,89 кв            | 6. у гр. А         | 1,89                  | 6 / 26                |                       |                       |        |
| Јулија Чумаченко         | Скок увис        | 1,92         | 1,85               | 9. у гр. А         | Нису се квалификовале | 15 / 26               |                       |                       |        |
| Ирина Херашченко         | Скок увис        | 1,94         | 1,89               | 9. у гр. Б         | Нису се квалификовале | 18 / 26               |                       |                       |        |
| Марина Килипко           | Скок мотком      | 4,56         | 4,35               | 8. у гр. А         | Нису се квалификовале | 17 / 23 (24)          |                       |                       |        |
| Марина Бек               | Скок удаљ        | 6,93         | 6,50 кв            | 2. у гр. Б         | 6,29                  | 12 / 24 (26)          |                       |                       |        |
| Ана Корнута              | Скок удаљ        | 6,72         | 6,46 кв            | 7. у гр. А         | 6,42                  | 11 / 24 (26)          |                       |                       |        |
| Ана Луниова              | Скок удаљ        | 6,73         | 6,20               | 11. у гр. Б        | Није се квалификовала | 22 / 24 (26)          |                       |                       |        |
| Олга Саладуха            | Троскок          | 14,99        | 13,85 кв           | 6. у гр. А         | 14,23 ЛРС             | 6 / 22                |                       |                       |        |
| Руслана Цихотска         | Троскок          | 14,53        | 13,78              | 8. у гр. Б         | Није се квалификовала | 14 / 22               |                       |                       |        |
| Олга Голодна             | Бацање кугле     | 18,72        | 17,29 кв           | 3. у гр. А         | 17,65                 | 9 / 27                |                       |                       |        |
| Галина Облешчук          | Бацање кугле     | 19,40        | 16,30              | 8. у гр. Б         | Нису се квалификовале | 11 / 27               |                       |                       |        |
| Светлана Марусенко       | Бацање кугле     | 16,21        | 14,92              | 14. у гр. А        | Нису се квалификовале | 27 / 27               |                       |                       |        |
| Наталија Семенова        | Бацање диска     | 64,70        | 60,33 КВ           | 4. у гр. Б         | 62,21                 | 6 / 26                |                       |                       |        |
| Олга Абрамчук            | Бацање диска     | 57,24        | 56,00              | 8. у гр. А         | Није се квалификовала | 17 / 26               |                       |                       |        |
| Ирина Новожилова         | Бацање кладива   | 74,10        | 69,42 КВ           | 3. у гр. Б         | 70,18                 | 8 / 28 (30)           |                       |                       |        |
| Al'ona Shamotina         | Бацање кладива   | 68,96        | 65,69              | 9. у гр. А         | Није се квалификовала | 19 / 28 (30)          |                       |                       |        |
| Хана Хацко Федусова      | Бацање копља     | 67,29 НР     | 59,34 кв           | 7. у гр. А         | 58,86                 | 10 / 31 (34)          |                       |                       |        |
| Катерина Дерун           | Бацање копља     | 62,82        | 52,92              | 14. у гр. Б        | Нису се квалификовале | 27 / 31 (34)          |                       |                       |        |
| Тетјана Фетискина        | Бацање копља     | 58,53        | 52,90              | 14. у гр. А        | Нису се квалификовале | 28 / 31 (34)          |                       |                       |        |

#### Седмобој
| Дисциплина    | Хана Касјанова | Хана Касјанова | Хана Касјанова | Хана Касјанова | Хана Касјанова | Хана Касјанова |
| Дисциплина    | Лич. рек.      | Резултат       | Бод.           | Плас.          | Укупно         | Плас.          |
| ------------- | -------------- | -------------- | -------------- | -------------- | -------------- | -------------- |
| 100 м препоне | 13,26          | 13,59          | 1.037          | 7.             |                |                |
| Скок увис     | 1,86           | 1,77           | 941            | 4              | 1.978          | 2.             |
| Бацање кугле  | 14,09          | 14,12 ЛР       | 802            | 7.             | 2.780          | 4.             |
| 200 м         | 23,85          | 24,63 ЛРС      | 921            | 6.             | 3.701          | 4.             |
| Скок удаљ     | 6,74           | 5,63           | 738            | 16.            | 4.439          | 9.             |
| Бацање копља  | 46,61          | НС             |                |                |                |                |
| 800 м         | 2:09,85        |                |                |                |                |                |
| Седмобој      | 6.198          |                |                |                | НЗ             |                |